# Liste des représentants des États-Unis pour le Rhode Island
Rhode Island dispose de deux élus à la Chambre des représentants des États-Unis.

## Délégation au119econgrès(2025-2027)
| District et nom | District et nom | District et nom | District et nom | Début du mandat  | Parti     |
| --------------- | --------------- | --------------- | --------------- | ---------------- | --------- |
| 1               |                 | Gabe Amo        |                 | 13 novembre 2023 | Démocrate |
| 2               |                 | Seth Magaziner  |                 | 3 janvier 2023   | Démocrate |

## Délégations historiques

### De 1790 à 1843
De 1790 à 1843, les représentants de Rhode Island sont élus dans une circonscription correspondant à l'ensemble de l'État (district at-large en anglais).

### De 1843 à 1913
À partir de 1843, les représentants ne sont plus élus à l'échelle de l'État, mais par circonscription.

### De 1913 à 1933
Après le recensement de 1910, le Rhode Island gagne un siège à la Chambre des représentants.
| Congrès         | 1er district | 1er district | 1er district                   | 2e district                     | 2e district               | 2e district             | 3e district               | 3e district | 3e district              |
| --------------- | ------------ | ------------ | ------------------------------ | ------------------------------- | ------------------------- | ----------------------- | ------------------------- | ----------- | ------------------------ |
| 73e (1913-1915) |              |              | George F. O'Shaunessy (en) (D) |                                 |                           | Peter G. Gerry (en) (D) |                           |             | Ambrose Kennedy (en) (R) |
| 74e (1915-1917) |              |              | George F. O'Shaunessy (en) (D) | Walter Russell Stiness (en) (R) |                           |                         |                           |             | Ambrose Kennedy (en) (R) |
| 75e (1917-1919) |              |              | George F. O'Shaunessy (en) (D) | Walter Russell Stiness (en) (R) |                           |                         |                           |             | Ambrose Kennedy (en) (R) |
| 76e (1919-1921) |              |              | Clark Burdick (en) (R)         | Walter Russell Stiness (en) (R) |                           |                         |                           |             | Ambrose Kennedy (en) (R) |
| 77e (1921-1923) |              |              | Clark Burdick (en) (R)         | Walter Russell Stiness (en) (R) |                           |                         |                           |             | Ambrose Kennedy (en) (R) |
| 78e (1923-1925) |              |              | Clark Burdick (en) (R)         | Richard S. Aldrich (en) (R)     |                           |                         | Jeremiah E. O'Connell (D) |             |                          |
| 79e (1925-1927) |              |              | Clark Burdick (en) (R)         | Richard S. Aldrich (en) (R)     |                           |                         | Jeremiah E. O'Connell (D) |             |                          |
| 80e (1927-1929) |              |              | Clark Burdick (en) (R)         | Richard S. Aldrich (en) (R)     | Louis Monast (en) (R)     |                         |                           |             |                          |
| 81e (1929-1930) |              |              | Clark Burdick (en) (R)         | Richard S. Aldrich (en) (R)     | Jeremiah E. O'Connell (D) |                         |                           |             |                          |
| 81e (1930-1931) |              |              | Clark Burdick (en) (R)         | Richard S. Aldrich (en) (R)     | Francis Condon (en) (D)   |                         |                           |             |                          |
| 82e (1931-1933) |              |              | Clark Burdick (en) (R)         | Richard S. Aldrich (en) (R)     | Francis Condon (en) (D)   |                         |                           |             |                          |

### Depuis 1933
La troisième circonscription de Rhode Island est supprimée après le recensement des États-Unis de 1930.
| Congrès          | 1er district | 1er district | 1er district                 | 2e district             | 2e district | 2e district                     |
| ---------------- | ------------ | ------------ | ---------------------------- | ----------------------- | ----------- | ------------------------------- |
| 73e (1933-1935)  |              |              | Francis Condon (en) (D)      |                         |             | John Matthew O'Connell (en) (D) |
| 74e (1935)       |              |              | Francis Condon (en) (D)      |                         |             | John Matthew O'Connell (en) (D) |
| 74e (1935-1937)  |              |              | Charles Risk (en) (R)        |                         |             | John Matthew O'Connell (en) (D) |
| 75e (1937-1939)  |              |              | Aime Forand (en) (D)         |                         |             | John Matthew O'Connell (en) (D) |
| 76e (1939-1941)  |              |              | Charles Risk (en) (R)        |                         |             | Harry Sandager (en) (R)         |
| 77e (1941-1943)  |              |              | Aime Forand (en) (D)         |                         |             | John E. Fogarty (en) (D)        |
| 78e (1943-1945)  |              |              | Aime Forand (en) (D)         |                         |             | John E. Fogarty (en) (D)        |
| 79e (1945-1947)  |              |              | Aime Forand (en) (D)         |                         |             | John E. Fogarty (en) (D)        |
| 80e (1947-1949)  |              |              | Aime Forand (en) (D)         |                         |             | John E. Fogarty (en) (D)        |
| 81e (1949-1951)  |              |              | Aime Forand (en) (D)         |                         |             | John E. Fogarty (en) (D)        |
| 82e (1951-1953)  |              |              | Aime Forand (en) (D)         |                         |             | John E. Fogarty (en) (D)        |
| 83e (1953-1955)  |              |              | Aime Forand (en) (D)         |                         |             | John E. Fogarty (en) (D)        |
| 84e (1955-1957)  |              |              | Aime Forand (en) (D)         |                         |             | John E. Fogarty (en) (D)        |
| 85e (1957-1959)  |              |              | Aime Forand (en) (D)         |                         |             | John E. Fogarty (en) (D)        |
| 86e (1959-1961)  |              |              | Aime Forand (en) (D)         |                         |             | John E. Fogarty (en) (D)        |
| 87e (1961-1963)  |              |              | Fernand St. Germain (en) (D) |                         |             | John E. Fogarty (en) (D)        |
| 88e (1963-1965)  |              |              | Fernand St. Germain (en) (D) |                         |             | John E. Fogarty (en) (D)        |
| 89e (1965-1967)  |              |              | Fernand St. Germain (en) (D) |                         |             | John E. Fogarty (en) (D)        |
| 90e (1967)       |              |              | Fernand St. Germain (en) (D) |                         |             | John E. Fogarty (en) (D)        |
| 90e (1967-1969)  |              |              | Fernand St. Germain (en) (D) | Robert Tiernan (en) (D) |             |                                 |
| 91e (1969-1971)  |              |              | Fernand St. Germain (en) (D) | Robert Tiernan (en) (D) |             |                                 |
| 92e (1971-1973)  |              |              | Fernand St. Germain (en) (D) | Robert Tiernan (en) (D) |             |                                 |
| 93e (1973-1975)  |              |              | Fernand St. Germain (en) (D) | Robert Tiernan (en) (D) |             |                                 |
| 94e (1975-1977)  |              |              | Fernand St. Germain (en) (D) | Edward Beard (en) (D)   |             |                                 |
| 95e (1977-1979)  |              |              | Fernand St. Germain (en) (D) | Edward Beard (en) (D)   |             |                                 |
| 96e (1979-1981)  |              |              | Fernand St. Germain (en) (D) | Edward Beard (en) (D)   |             |                                 |
| 97e (1981-1983)  |              |              | Fernand St. Germain (en) (D) | Claudine Schneider (R)  |             |                                 |
| 98e (1983-1985)  |              |              | Fernand St. Germain (en) (D) | Claudine Schneider (R)  |             |                                 |
| 99e (1985-1987)  |              |              | Fernand St. Germain (en) (D) | Claudine Schneider (R)  |             |                                 |
| 100e (1987-1989) |              |              | Fernand St. Germain (en) (D) | Claudine Schneider (R)  |             |                                 |
| 101e (1989-1991) |              |              | Ronald Machtley (en) (R)     | Claudine Schneider (R)  |             |                                 |
| 102e (1991-1993) |              |              | Ronald Machtley (en) (R)     | Jack Reed (D)           |             |                                 |
| 103e (1993-1995) |              |              | Ronald Machtley (en) (R)     | Jack Reed (D)           |             |                                 |
| 104e (1995-1997) |              |              | Patrick J. Kennedy (D)       | Jack Reed (D)           |             |                                 |
| 105e (1997-1999) |              |              | Patrick J. Kennedy (D)       | Bob Weygand (D)         |             |                                 |
| 106e (1999-2001) |              |              | Patrick J. Kennedy (D)       | Bob Weygand (D)         |             |                                 |
| 107e (2001-2003) |              |              | Patrick J. Kennedy (D)       | James Langevin (D)      |             |                                 |
| 108e (2003-2005) |              |              | Patrick J. Kennedy (D)       | James Langevin (D)      |             |                                 |
| 109e (2005-2007) |              |              | Patrick J. Kennedy (D)       | James Langevin (D)      |             |                                 |
| 110e (2007-2009) |              |              | Patrick J. Kennedy (D)       | James Langevin (D)      |             |                                 |
| 111e (2009-2011) |              |              | Patrick J. Kennedy (D)       | James Langevin (D)      |             |                                 |
| 112e (2011-2013) |              |              | David Cicilline (D)          | James Langevin (D)      |             |                                 |
| 113e (2013-2015) |              |              | David Cicilline (D)          | James Langevin (D)      |             |                                 |
| 114e (2015-2017) |              |              | David Cicilline (D)          | James Langevin (D)      |             |                                 |
| 115e (2017-2019) |              |              | David Cicilline (D)          | James Langevin (D)      |             |                                 |
| 116e (2019-2021) |              |              | David Cicilline (D)          | James Langevin (D)      |             |                                 |
| 117e (2021-2023) |              |              | David Cicilline (D)          | James Langevin (D)      |             |                                 |
| 118e (2023-2025) |              |              | David Cicilline (D)          | Seth Magaziner (D)      |             |                                 |
| Congrès          | 1er district | 1er district | 1er district                 | 2e district             | 2e district | 2e district                     |

## Premières
Claudine Schneider, est la première femme de l'État à être élue au Congrès en 1980.